# Dielkirchen
Dielkirchen est une municipalité allemande située dans le land de Rhénanie-Palatinat et l'arrondissement du Mont-Tonnerre.